# 韋恩·瓦曼
韋恩·瓦曼（英語：Wayne Wahrman）有時被稱為Wayne P. Wahrman或Wayne R. Wahrman，是一名電影剪輯師。在他超過三十年的職業生涯中，他已參與剪輯了二十多部電影。

## 作品列表

### 電影
- 《唯我獨尊》（1989年）
- 《獵殺U-571》（2000年）
- 《霹靂嬌娃》（2000年）
- 《時光機器》（2002年）
- 《霹靂嬌娃2：全速進攻》（2003年）
- 《魔間行者》（2005年）
- 《我是傳奇》（2007年）
- 《當地球停止轉動》（2008年）

## 外部連結
- 韋恩·瓦曼在互联网电影资料库（IMDb）上的資料（英文）